# Азарт від МСЛ (газета)
«Азарт від МСЛ» (рос. «Азарт от МСЛ») — всеукраїнська щотижнева газета, зареєстрована Міністерством України у справах преси та інформації у 1997 році. Єдина газета в Україні котра публікує матеріали та новини зі світу лотерей. Виходить двома мовами одночасно (змішана): українською та російською.

## Характеристика видання
Друкується в Києві, у видавничо-поліграфічній компанії «Новий друк», на 32 смугах, формат А4, повно кольорова. Заявлений скупний наклад — 37 000 екземплярів. Розповсюджується у роздріб та через передплату. Виходить із друку щотижнево у понеділки (окрім святкових дат). Власник — ТОВ «Лотерейні новини» — свідоцтво Державного комітету телебачення і радіомовлення України, Серія ДК № 5643 від 02.10.2017 р.

## Історія
Газета «Азарт від МСЛ» почала видаватись у 1997 році (перший номер вийшов 23 вересня 1997 року) за ініціативи та підтримки оператора державних лотерей «М. С.Л.»
Беззмінним головним редактором газети є Олександр Вікторович Алікін.
Основне завдання газети — висвітлювати для широкої аудиторії читачів лотерейні події, пов'язані з державними лотереями, які проводить в Україні компанія «М. С.Л.»: «Лото-Забава» і «ТіпТоп», лотереї тото «Спортліга» і «Спортпрогноз», миттєві лотереї «Швидкограй» і «Стирачки» та інші.

## Особливість
Унікальна особливість видання в його сучасному вигляді полягає в тому, що одна його половина (присвячена лотереям тото) друкується, так би мовити, назустріч другій половині й видання має одночасно дві обкладинки: «Азарт від МСЛ» і «ТОТО+» (1-а та 32-а сторінки).
Така незвична «комплектація» газети пояснюється тим, що її читають дві різні аудиторії читачів-гравців, які майже не перетинаються між собою. Одночасно кожен гравець має можливість познайомитися з усіма лотереями «М. С.Л.»

## Матеріали газети
Газета розповідає про всі лотерейні новинки від компанії «М. С.Л.», навчає нових ігор та системної гри, веде різноманітну лотерейну й спортивну статистику, дає коментарі футбольних спеціалістів до програм тиражів, аналітику, знайомить читачів із лотерейними переможцями, які виграють значні суми та проводить активну роботу в соцмережі..
У газеті друкується чимало матеріалів, які розповідають про лотереї всього світу: їхню історію та сучасність, про головних щасливчиків-переможців та різноманітні лотерейні курйози, про лотерейних шахраїв, про джекпоти найпопулярніших лотерей тощо.